# Kotthausen (Neunkirchen-Seelscheid)
Kotthausen ist ein Ortsteil von Seelscheid in der Gemeinde Neunkirchen-Seelscheid im Rhein-Sieg-Kreis. 

## Lage
Der ehemals eigenständige Ort Kotthausen liegt im Südosten von Seelscheid an den Hängen des Wahnbachtales. Ehemalige Nachbarorte waren Schaaren im Osten und Hausen im Norden.

## Geschichte
1830 hatte Kotthausen 52 Einwohner. 1845 hatte der Weiler jeweils 31 katholische und evangelische Einwohner (62) in 15 Häusern. 1888 gab es 61 Bewohner in 16 Häusern.
1910 wohnten hier die Ackerer Gottlieb Haas, August und Wilhelm Heinen, Witwe Johann und Robert Pütz, August und Heinrich Piel sowie Wilhelm Schöneshöfer.
Die Siedlung gehörte bis 1969 zur Gemeinde Seelscheid.